# Системная глобальная область
Системная глобальная область (англ. System global area, SGA) в Oracle Database — часть оперативной памяти, разделяемой всеми процессами одного экземпляра базы данных. SGA содержит всю необходимую информацию для операций экземпляра.
В общем случае, SGA состоит из следующих частей:
- словарный кэш (англ. dictionary cache): информация о таблицах словаря данных, как, например, информация об учётной записи, файле данных, сегменте, экстенте, таблице и привилегиях;
- буфер журналирования выполненных действий (англ. redo log buffer): содержит информацию о подтверждённых транзакциях, которые база данных ещё не записала в текущие файлы журнала повторного выполнения;
- буферный кэш базы (англ. database buffer cache): содержит копии блоков данных, считанных из файлов данных[1];
- разделяемый участок памяти (англ. shared pool) — кэш проверенных SQL-выражений, а также кэш словаря данных, содержащий таблицы, представления и триггеры;
- участок памяти для Java (англ. java pool) для проверки выражений языка программирования Java;
- большой участок памяти (англ. large pool), содержащий пользовательскую глобальную область (англ. user global area, UGA).

## Дополнительные материалы
- (PDF) Архитектурные Компоненты Oracle